# Esquirol d'orelles peludes de Borneo
L'esquirol d'orelles peludes de Borneo (Rheithrosciurus macrotis) és una espècie de rosegador de la família dels esciúrids. Es tracta de l'única espècie coneguda del gènere Rheithrosciurus i és endèmic de l'illa de Borneo (Brunei, Indonèsia i Malàisia). El seu hàbitat natural són els boscos primaris situats a turons. Està amenaçat per la caça i la destrucció del seu entorn. El seu nom específic, macrotis, significa ‘orella grossa’ en llatí.